# 충칭 인터내셔널 트레이드 앤드 코머스 센터
충칭 코퍼레이트 에비뉴 1(중국어: 陆海国际中心)은 중화인민공화국 충칭에 공사중인 마천루이다. 2016년부터 건설은 크게 둔화되었다.